# Формула-1 — Гран-прі США 1964
Гран-прі США 1964 року — дев'ятий етап чемпіонату світу 1964 року з автоперегонів у класі Формула-1, що відбувся 4 жовтня на трасі Уоткінс-Глен. Переможцем етапу став Ґрем Хілл. Йо Зіфферт, фінішувавши 3-м, уперше в кар'єрі піднявся на подіум.
У ході гонки пілот «Лотус-Клімакс» Джим Кларк за вказівкою керівника команди Коліна Чапмена помінявся болідами зі своїм партнером Майком Спенсом. Такі дії були заборонені регламентом ще з 1958 року, тож Кларк навіть у разі фінішу в очковій зоні очок не набрав би. Але, оскільки Кларк претендував на чемпіонський титул за результатами сезону, а на його боліді були серйозні проблеми з двигуном, заміна боліда залишала йому шанс відібрати очки у конкурентів. Втім, ні Кларк, ні Спенс до фінішу не дійшли.

## Результати

### Кваліфікація
|    | Пілот           | Команда         | Час     |
| -- | --------------- | --------------- | ------- |
| 1  | Джим Кларк      | Лотус-Клімакс   | 1:12.65 |
| 2  | Джон Сертіс     | Феррарі         | 1:12.78 |
| 3  | Ден Ґерні       | Бребгем-Клімакс | 1:12.90 |
| 4  | Ґрем Хілл       | БРМ             | 1:12.92 |
| 5  | Брюс Макларен   | Купер-Клімакс   | 1:13.10 |
| 6  | Майк Спенс      | Лотус-Клімакс   | 1:13.33 |
| 7  | Джек Бребем     | Бребгем-Клімакс | 1:13.63 |
| 8  | Лоренцо Бандіні | Феррарі         | 1:13.85 |
| 9  | Йо Бонньє       | Бребгем-Клімакс | 1:14.07 |
| 10 | Іннес Айрленд   | БРП-БРМ         | 1:14.35 |
| 11 | Кріс Еймон      | Лотус-БРМ       | 1:14.43 |
| 12 | Йо Зіфферт      | Бребгем-БРМ     | 1:14.65 |
| 13 | Річі Ґінтер     | БРМ             | 1:14.67 |
| 14 | Ронні Бакнум    | Хонда           | 1:14.90 |
| 15 | Тревор Тейлор   | БРП-БРМ         | 1:15.30 |
| 16 | Майк Гейлвуд    | Лотус-БРМ       | 1:15.65 |
| 17 | Волт Гансґен    | Лотус-Клімакс   | 1:15.90 |
| 18 | Геп Шарп        | Бребгем-БРМ     | 1:18.23 |
| 19 | Філ Хілл        | Купер-Клімакс   | 1:19.63 |

### Гонка
|      | Пілот           | Команда         | Кіл | Час                               | Старт | Очок |
| ---- | --------------- | --------------- | --- | --------------------------------- | ----- | ---- |
| 1    | Грем Хілл       | БРМ             | 110 | 2:16:38.0                         | 4     | 9    |
| 2    | Джон Сертіс     | Феррарі         | 110 | +30.5                             | 2     | 6    |
| 3    | Йо Зіфферт      | Бребгем-БРМ     | 109 | +1 коло                           | 12    | 4    |
| 4    | Річі Ґінтер     | БРМ             | 107 | +3 кола                           | 13    | 3    |
| 5    | Волт Гансґен    | Лотус-Клімакс   | 107 | +3 кола                           | 17    | 2    |
| 6    | Тревор Тейлор   | БРП-БРМ         | 106 | +4 кола                           | 15    | 1    |
| 7    | Джим Кларк      | Лотус-Клімакс   | 102 | паливний насос                    | 1     |      |
| 8    | Майк Гейлвуд    | Лотус-БРМ       | 101 | маслопровід                       | 16    |      |
| Схід | Ден Ґерні       | Бребгем-Клімакс | 69  | тиск масла                        | 3     |      |
| НКЛ  | Геп Шарп        | Бребгем-БРМ     | 65  | +35 кіл                           | 18    |      |
| Схід | Лоренцо Бандіні | Феррарі         | 58  | двигун                            | 8     |      |
| Схід | Майк Спенс      | Лотус-Клімакс   | 54  | впорскування пального             | 6     |      |
| Схід | Ронні Бакнум    | Хонда           | 50  | двигун/прокладка головки циліндра | 14    |      |
| Схід | Кріс Еймон      | Лотус-БРМ       | 47  | стартер                           | 11    |      |
| Схід | Йо Бонньє       | Бребгем-Клімакс | 37  | задній міст                       | 9     |      |
| Схід | Брюс Макларен   | Купер-Клімакс   | 27  | двигун/клапан                     | 5     |      |
| Схід | Джек Бребем     | Бребгем-Клімакс | 14  | двигун                            | 7     |      |
| Схід | Філ Хілл        | Купер-Клімакс   | 4   | запалювання                       | 19    |      |
| Схід | Іннес Айрленд   | БРП-БРМ         | 2   | коробка передач                   | 10    |      |